# Massacre de Bulhoek
 (décembre 2012).
Si vous disposez d'ouvrages ou d'articles de référence ou si vous connaissez des sites web de qualité traitant du thème abordé ici, merci de compléter l'article en donnant les références utiles à sa vérifiabilité et en les liant à la section « Notes et références ».

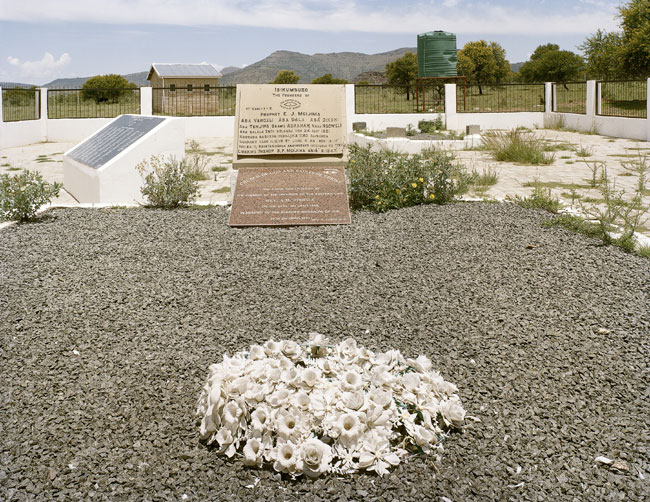
massacre de Bulhoek

Le massacre de Bulhoek, qui s'est déroulé le 24 mai 1921 dans la ville du même nom du Cap-Oriental (en Afrique du Sud), est le résultat de l'affrontement entre la police de l'Union sud-africaine et des adeptes du prophète millénariste Enoch Mgijima (en), fondateur de l'église « les Israélites » (inspirée d'un mouvement religieux d'Hébreux noirs américains).
Dans une réserve réservée aux autochtones, 3 000 Israélites se sont installés dans ce qu'ils considéraient comme un lieu saint, pour y attendre la fin du monde imminente qu'avait prophétisé Enoch Mgijima, xhosa lui-même natif de Bulhoek. Après avoir constaté que celle-ci ne s'était pas réalisée, les adeptes décidèrent de rester sur place, en toute illégalité et malgré les injonctions de la police. Après que celle-ci eut fait plusieurs tentatives, de 1919 à 1921, pour les convaincre de partir, un dernier ultimatum est donné par le colonel Truter le 21 mai et finalement l'assaut est donné, le 24 mai 1921. Persuadé qu'ils étaient invulnérables aux balles, les membres de la secte résistent, armés seulement de couteaux, de casse-têtes traditionnels (knobkerry), de sagaies et de quelques armes à feu, tandis que la police est équipée de mitraillettes et d'artilleries. 163 Israélites sont tués et 129 blessés, alors que la police ne déplore qu'une victime dans ses rangs et un cheval.
Enoch Mgijima est arrêté avec 140 de ses adeptes à la suite de l'assaut, condamné à 6 ans de travaux forcés. Il est libéré en 1924 et meurt en 1929.